# SN 2012C
SN 2012C (PSN J09373048+3250315) – trzecia supernowa odkryta w 2012. Należąca do typu Ic supernowa wybuchła w galaktyce NGC 2926 leżącej w gwiazdozbiorze Lwa, w momencie odkrycia 4 stycznia miała wielkość gwiazdową 16,8m.
Jej odkrywcą był Doug Rich.